# ディアンジェロ・レウリア
ディアンジェロ・レウリア（D'Angelo Leuila、1997年1月18日 - ）は、スーパーラグビー・パシフィック、モアナ・パシフィカに所属するラグビーユニオン選手。

## プロフィール
- ニュージーランド・オークランド出身[1]。
- ポジションはスタンドオフ(SO)、センター(CTB)。
- 身長 175cm、体重 85kg
- U20サモア代表に選ばれたことがある[2]。
- サモア代表キャップは22(2024年10月現在）でワールドカップ2023のサモア代表に選ばれた[3]。

## 略歴
オークランド、ワイカトを経て、2022年、モアナ・パシフィカに加入。